# Бенингтон (Оклахома)
Бенингтон (енгл. Bennington) град је у америчкој савезној држави Оклахома.

## Демографија
По попису из 2010. године број становника је 334, што је 45 (15,6%) становника више него 2000. године.
| Група             | 2000.       | 2010.       |
| Белци             | 172 (59,5%) | 229 (68,6%) |
| Афроамериканци    | 0 (0,0%)    | 1 (0,3%)    |
| Азијати           | 0 (0,0%)    | 0 (0,0%)    |
| Хиспаноамериканци | 3 (1,0%)    | 4 (1,2%)    |
| Укупно            | 289         | 334         |